# Уильямс, Ларри
Ла́рри Уи́льямс (Larry Williams, 10 мая 1935 — 7 января 1980) — американский музыкант; певец, пианист, автор песен и аранжировщик, исполнитель ритм-энд-блюза и рок-н-ролла. Успех Уильямсу принесли в 1957—1959 записи, сделанные для Specialty Records; прежде всего, такие хиты, как «Bony Moronie», «Short Fat Fannie», «High School Dance» (1957), «Dizzy Miss Lizzie» (1958), «Bad Boy» и «She Said Yeah» (1959), которые по прошествии нескольких лет вошли в репертуары основных групп «Британского вторжения», включая The Beatles; большим поклонником творчества Ларри Уильямса был Джон Леннон, записавший в течение своей карьеры несколько его песен. «Bony Moronie» включена в список «500 песен, сформировавших рок-н-ролл».
Уильямс прожил короткую и бурную жизнь, отмеченную как яркими творческими достижениями, так и падениями (наркотическая зависимость, связь с преступным миром, тюремный срок за участие в торговле наркотиками). В январе 1980 года он был найден в своем лос-анджелесском доме убитым выстрелом в голову; основная версия, о самоубийстве, многими оспаривалась как безосновательная, но обвинений предъявлено не было, и тайна смерти музыканта осталась нераскрытой.

## Биография
Лоуренс Юджин Уильямс родился в Новом Орлеане, где провёл детские годы. В Окленде, Калифорния, куда Уильямс переехал с семьей в подростковом возрасте, он стал участником ритм-энд-блюзового коллектива The Lemon Drops. В 1954 году, навестив город своего детства, он познакомился здесь с Ллойдом Прайсом (Lloyd Price), записывавшимся для компании Specialty Records. Прайс взял юношу на работу в качестве помощника и представил его Роберту Блэквеллу (Robert 'Bumps' Blackwell), штатному продюсеру лейбла. Вскоре владелец компании Арт Руп (Art Rupe) собственноручно подписал с дебютантом контракт.
Уильямс близко сдружился с Литтл Ричардом, главным хитмейкером лейбла, а вскоре оказался и единственным его преемником. Сингл «Just Because» он выпустил с аккомпанирующим составом Ричарда, а с того момента, как весной 1957 года эта кавер-версия песни Ллойда Прайса поднялась до #11 в R&B-чартах Биллборда, стал получать от лейбла наилучший — и весьма разнообразный песенный материал.

## Известные песни
В скобках — неполные списки их исполнителей.
- «Bony Moronie» (Джон Леннон, Джонни Бернетт, Dr. Feelgood, Flying Burrito Brothers, Джонни Уинтер, Литтл Ричард, Пол Джонс, Showaddywaddy, The Who, Джампин Джин Симмонс, The Shadows, Ричи Валенс, Bill Haley & His Comets, The Creation, Фредди Фендер, The Aztecs, The Rebel Rousers, The Standells, Hush).
- «Dizzy Miss Lizzie» (The Beatles, Plastic Ono Band, New York Dolls, Flying Lizards, The Saints).
- «She Said Yeah» (The Rolling Stones, The Animals, Пол Маккартни, Flamin' Groovies, The End).
- «Slow Down» (The Beatles, Элвин Ли, Blodwyn Pig, Episode Six, Gerry & The Pacemakers, Джонни Холлидей, The Jam, Брайан Мэй, The Young Rascals).
- «Short Fat Fannie» (Little Richard, Frankie Lymon & The Teenagers, The Dovells, The Beatles).
- «Groovy Little Suzy» (Little Richard).
- «Bad Boy» (The Beatles, Rush, The Head Cat).